# تری‌کتون

اسید کروکونیک حاوی سه گروهC=O بوده و یک تری‌کتون است

در شیمی آلی تری‌کتون(به انگلیسی: Triketone) یا تریون(به انگلیسی: trione) به مولکولی گفته می شود که شامل سه گروه کتونی است. 
تری‌کتون‌های حلقوی ساده عبارت اند از سیکلوپروپان‌تریون ، باربیتوریک اسید و اسید تریازین سیانوریک اسید . کروونیک اسید نیز دارای گروه های هیدروکسی است. 